# 1198
سنة 1198 كانت سنة بسيطة تبدأ يوم الخميس (الرابط يظهر نموذج التقويم الكامل للسنة) من التقويم اليولياني.

## أحداث
- تأسيس مدينة شفيجي وتقع حاليا في بولندا.

## مواليد
- 24 أغسطس - ألكسندر الثاني من اسكتلندا. (توفي 1249 م).
- أرطغرل مؤسس الدولة العثمانية. (توفي 1281 م).
- سراج الدين الأرموي.

## وفيات
- 8 يناير - البابا سلستين الثالث، بابا الفاتيكان.
- 11 فبراير - ابن رشد الفيلسوف العربي. (ولد 1126 م).
- العزيز عثمان.
- دولسي من أراغون.
- شعيب أبو مدين.
- فخر الدين المارديني.
- كونستانس ملكة صقلية.
- هبة الله بن جميع.
- ويليام الثالث ملك صقلية.